# Хімкинське водосховище
55°51′00″ пн. ш. 37°27′45″ сх. д. / 55.85° пн. ш. 37.4625° сх. д.
Хімкинське водосховище — водосховище, розташоване на північному заході Москви. Входить до складу споруд каналу імені Москви, використовується для водопостачання, обводнення, річкового судноплавства, роботи Сходненської ГЕС і рекреації.

## Загальні відомості
Водосховище розташовано на північному заході Москви на межі районів Південне Тушино, Північне Тушино, Покровсько-Стрешнєве, Войковський, Головинський, Лівобережний і підмосковного міста Хімки. Відноситься до системи каналу імені Москви.
Повний об'єм 29,5 млн м³, корисний об'єм 6,76 млн м³, площа 3,48 км². Ширина до 0,8 км, довжина близько 9 км, глибина до 17 м. Основна судноплавна траса каналу бере початок саме тут. На водосховищі розташовуються Північний річковий вокзал, від причалів якого відходять теплоходи, що сполучають Москву з п'ятьма морями, і Північний річковий порт Москви. Є також пасажирські пристані Захарково і Дубовий Гай. На північний захід від водосховища до річки Москві відходить канал з двома шлюзами, що є кінцевим (південним) схилом каналу імені Москви, а також Сходненський дериваційний канал, що сполучає водосховище з річкою Сходня, яка також впадає в Москву-ріку. Хімкинське водосховище замерзає наприкінці листопада, розкривається в середині квітня. Використовується для водопостачання Москви і для обводнення Москви-ріки, Лихоборки і Яузи (через Лихоборський канал). Береги водосховища є популярним місцем відпочинку. Поблизу водосховища розташовані водноспортивні комплекси. В акваторії водосховища традиційно проводяться різні спортивні змагання.

## Об'єкти на березі водосховища

### Лівий берег
- Хімкинський лісопарк
- Портхладокомбінат
- Північний річковий порт
- Північний річковий вокзал
- Парк Північного річкового вокзалу
- Водний стадіон «Динамо»

### Правий берег
- Микільська дамба
- Спорткомплекс Центрального водно-спортивного клубу ВМФ (з листопада 1974 року — «ЦСК ВМФ»)
- Алешкінскій археологічний комплекс
- Музейно-меморіальний комплекс історії ВМФ Росії
- Парк садиби Покровсько-Стрешнєве
- Парк «Північне Тушино»